# Robert Findlay
Robert Findlay (né à Inverness le 12 mai 1859 et mort à Montréal le 5 février 1951) est un architecte canadien d'origine écossaise. On lui doit un nombre important de constructions à Montréal.

## Biographie
Né à Inverness, en Écosse, Robert Findlay déménage à Montréal en 1885. Il remporte le concours pour l'agrandissement du premier édifice Sun Life qu'il commence en 1890. 
Findlay conçoit plusieurs manoirs dans le Mille carré doré et plusieurs autres grandes maisons privées à Westmount, ainsi que l'hôtel de ville de Westmount, la Bibliothèque publique de Westmount et le Victoria Hall (en) d'origine, détruit par un incendie en 1924. Plusieurs clients privés provenaient de la bourgeoisie aisée de Montréal.
Bon nombre de maisons du Mille carré doré qu'il a conçues ont ensuite été achetées par l'Université McGill, y compris la maison de Sir Mortimer Barnett Davis (maintenant Purvis Hall). Findlay a également conçu l'église Calvary Congregational (1911) à Westmount, située à l'intersection de l'Avenue Greene et du boulevard Dorchester et démolie en 1961, ainsi que la base du monument du Lion de Belfort à Montréal au square Dorchester.
Findlay était responsable de la conception de Mull Hall (1916) sur le chemin du Bord-du-Lac, connu plus tard sous le nom de Stewart Hall, et de la maison Alice Graham Hallward (1925) au 3605, rue de la Montagne, connue de 1971 à 2004 sous le nom de McGill's Martlet House.
Robert Findlay meurt le 5 février 1951 à Montréal.

## Galerie

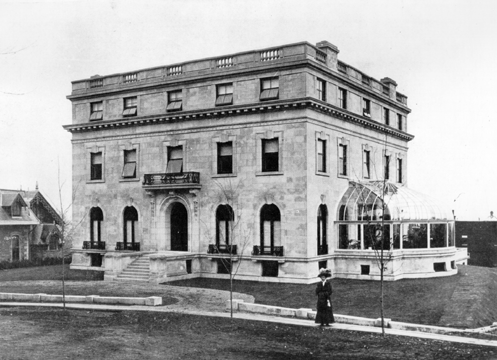
Maison Sir Mortimer Davis (1900)
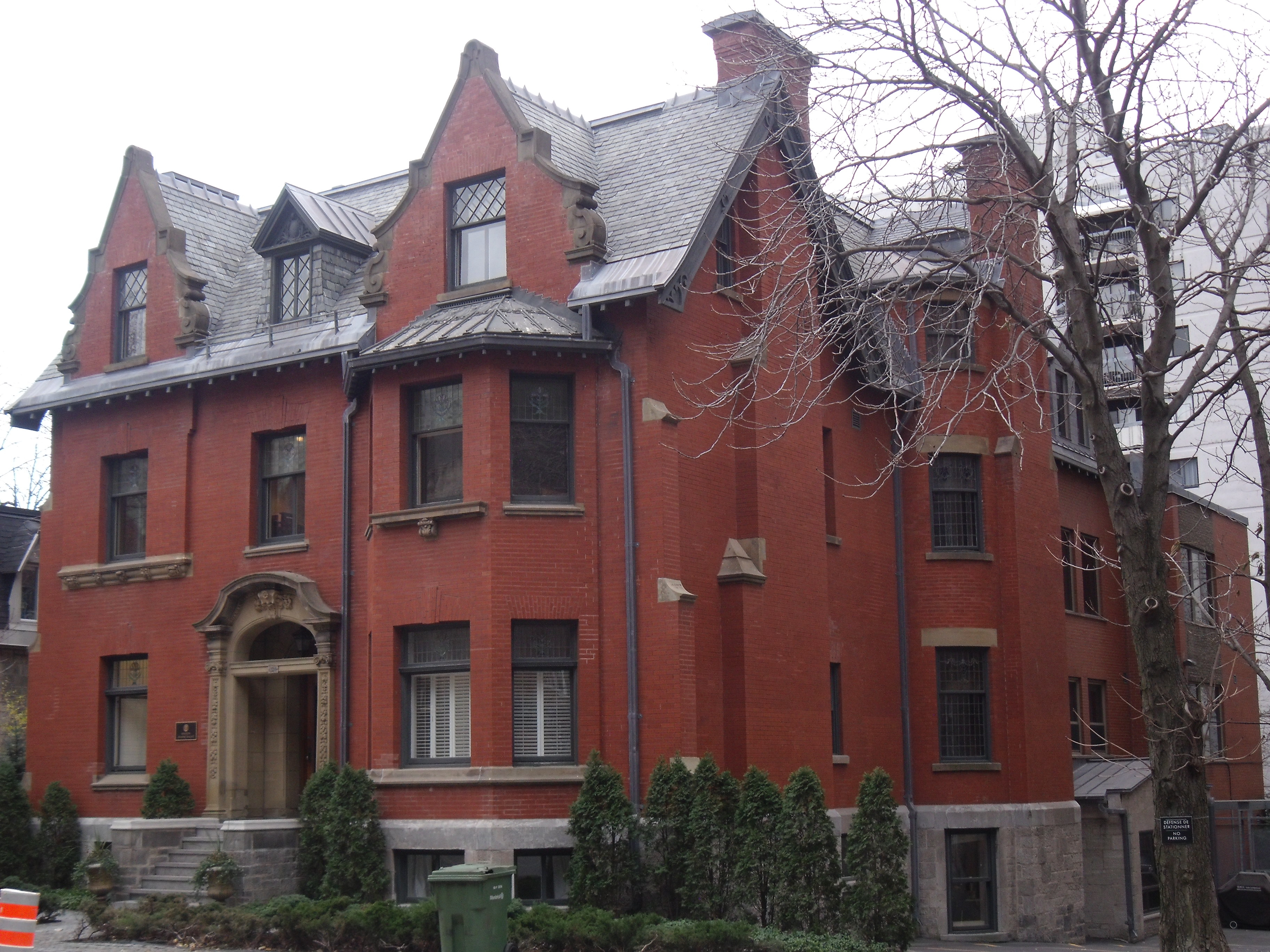
Maison Harold Stearns (1904)
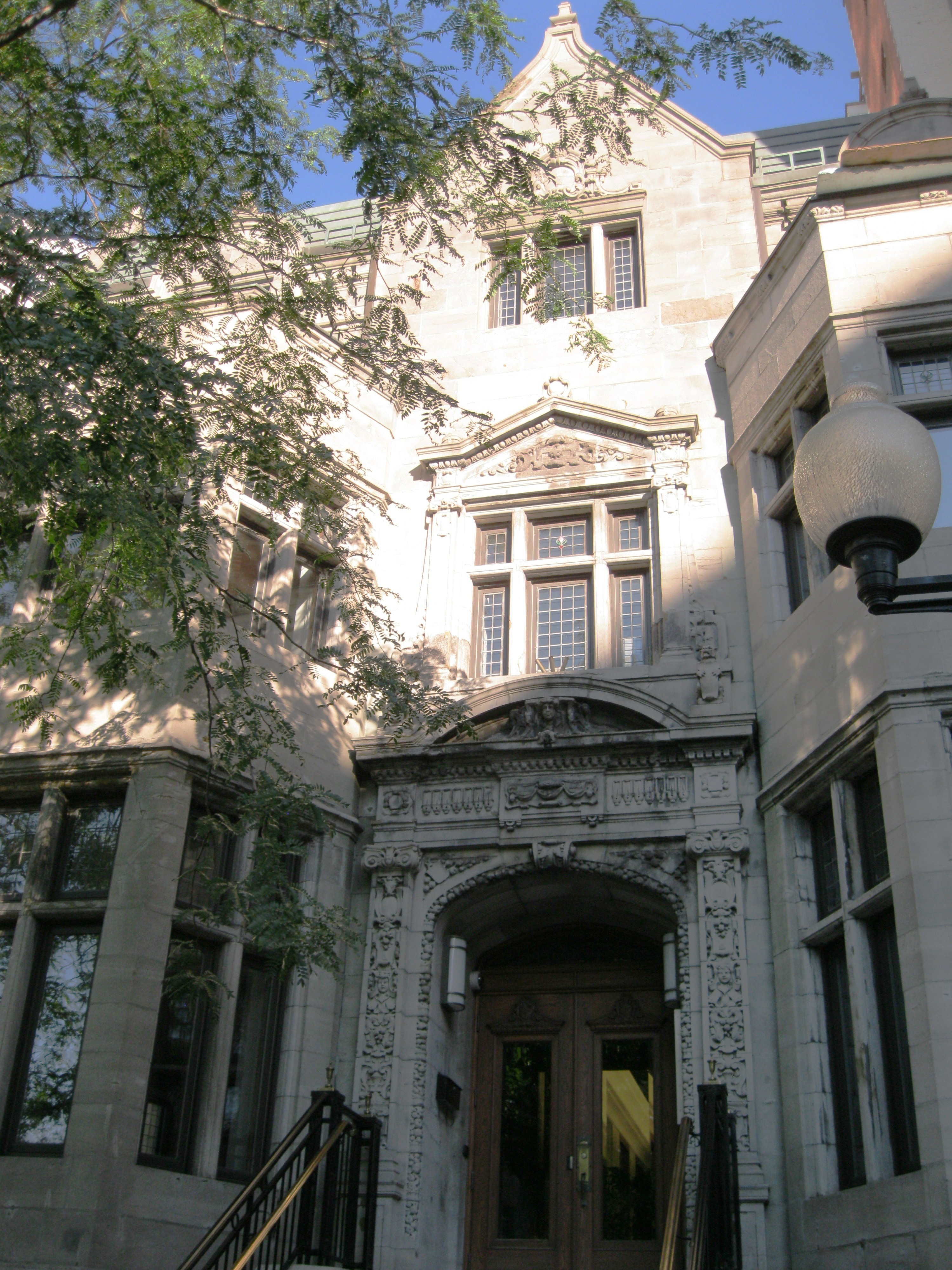
Maison William A. Molson (1905)
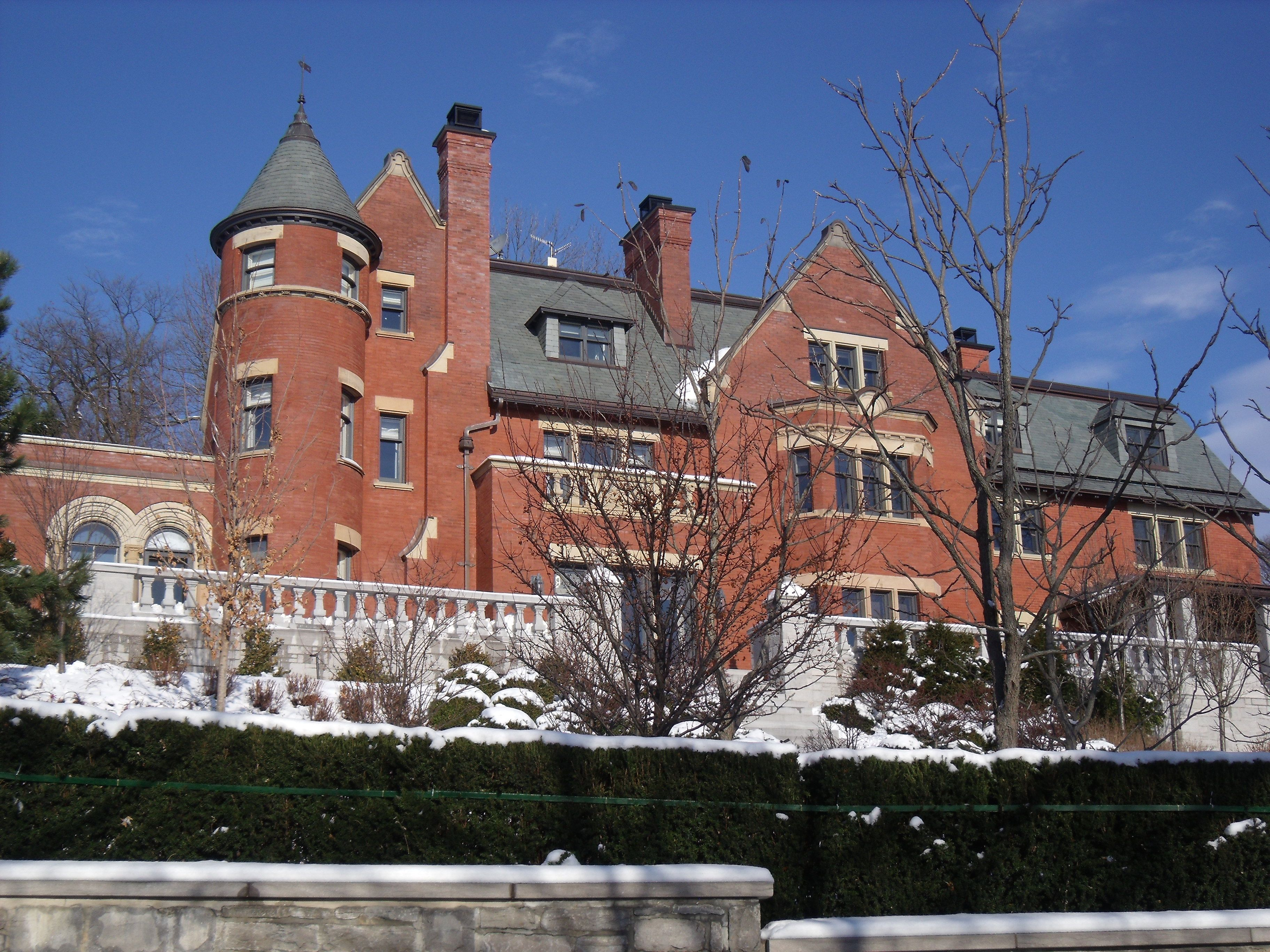
Maison George Sumner (1906)
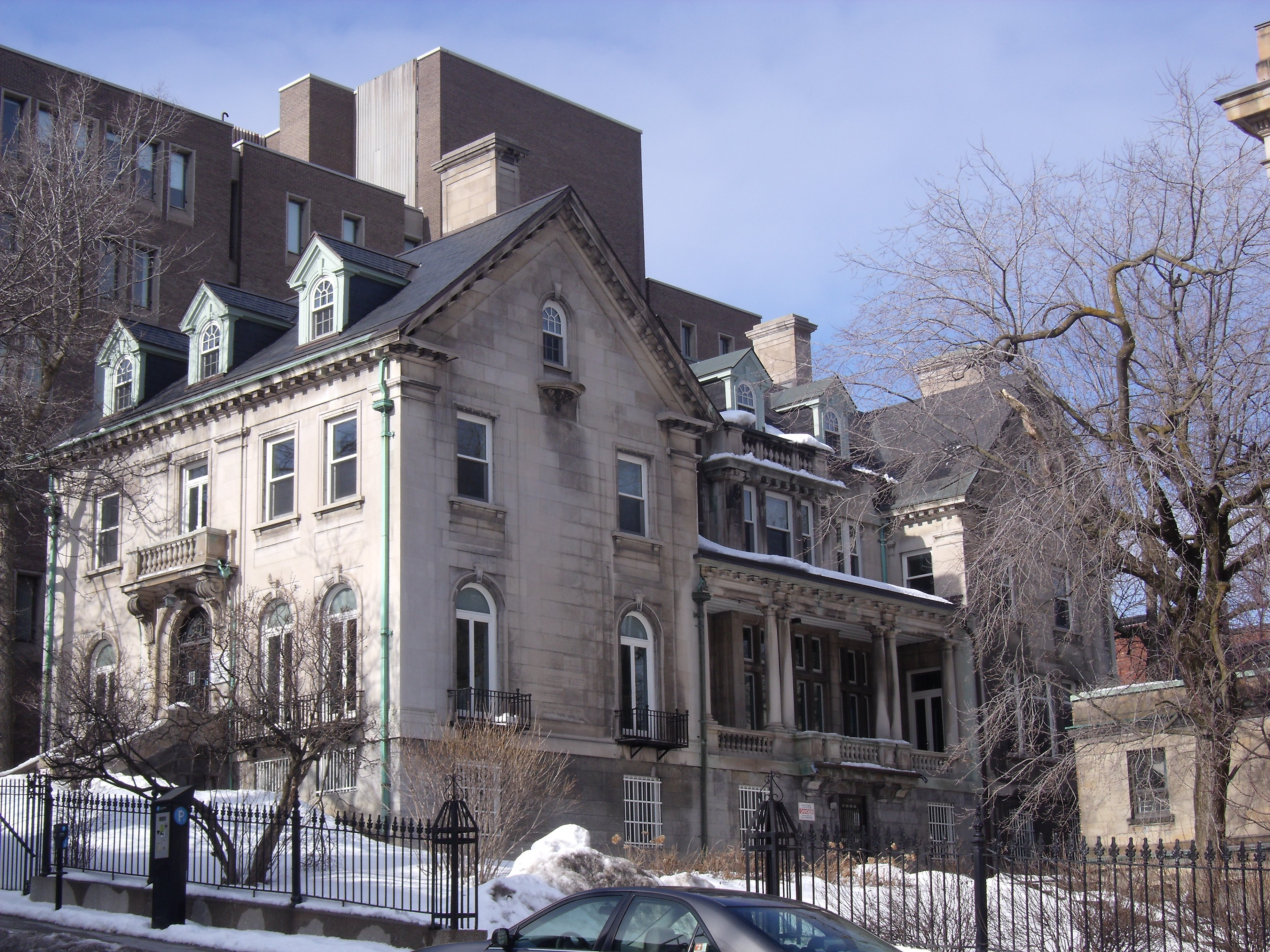
Maison Charlotte R. Harrisson (1912)
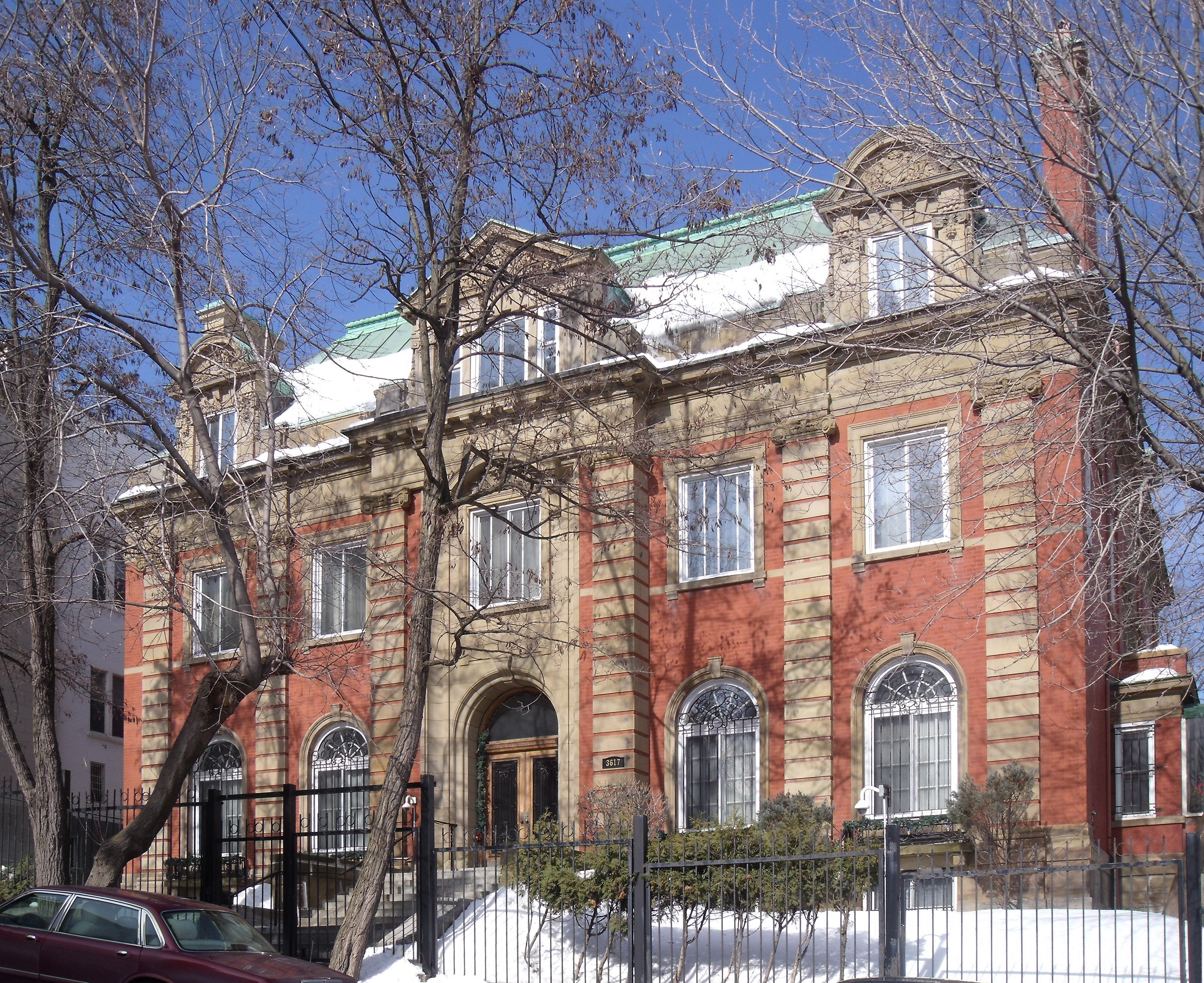
Maison Herbert Molson (1912)
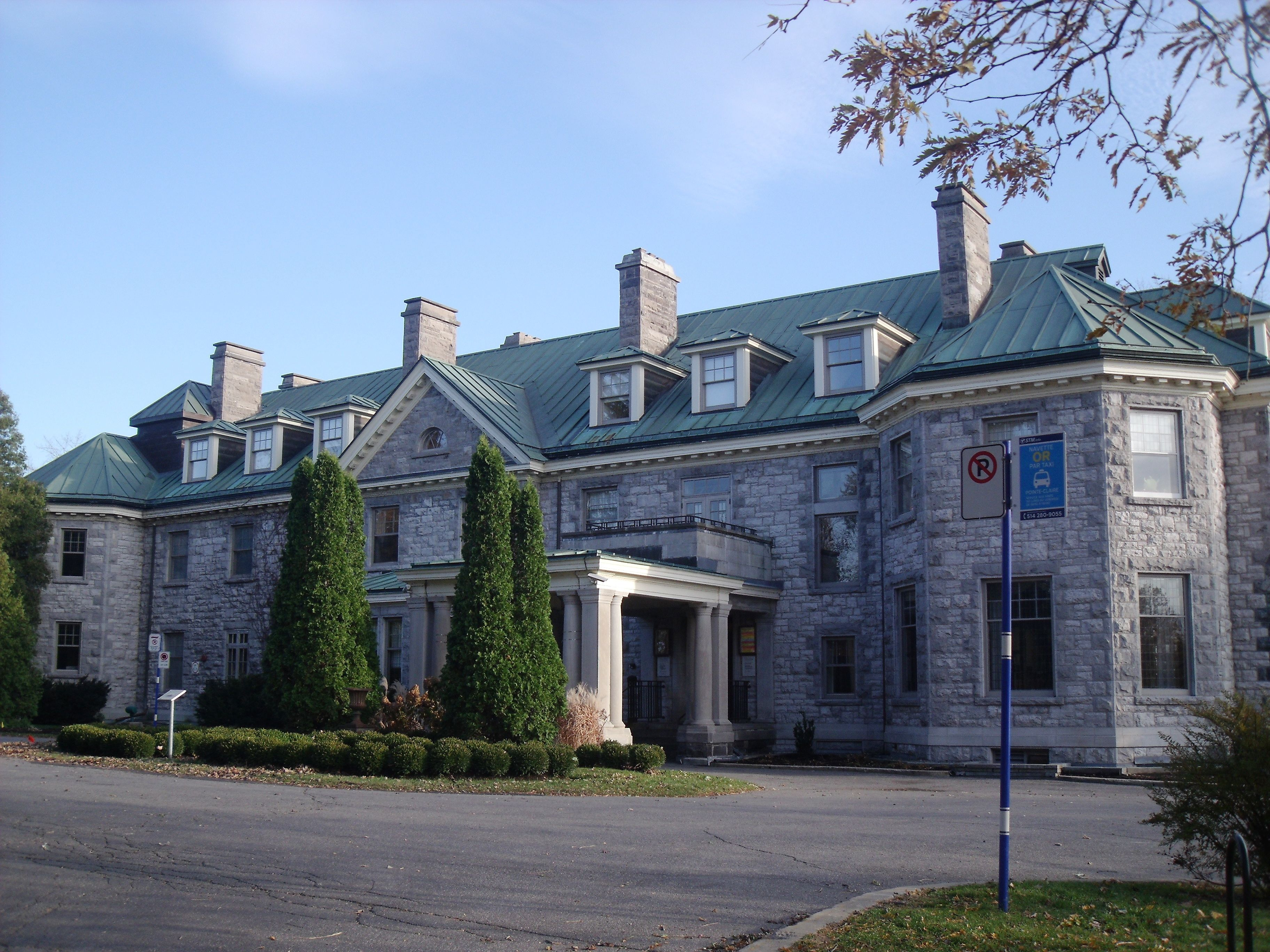
Galerie d'art Stewart Hall (Pointe-Claire) (1916)
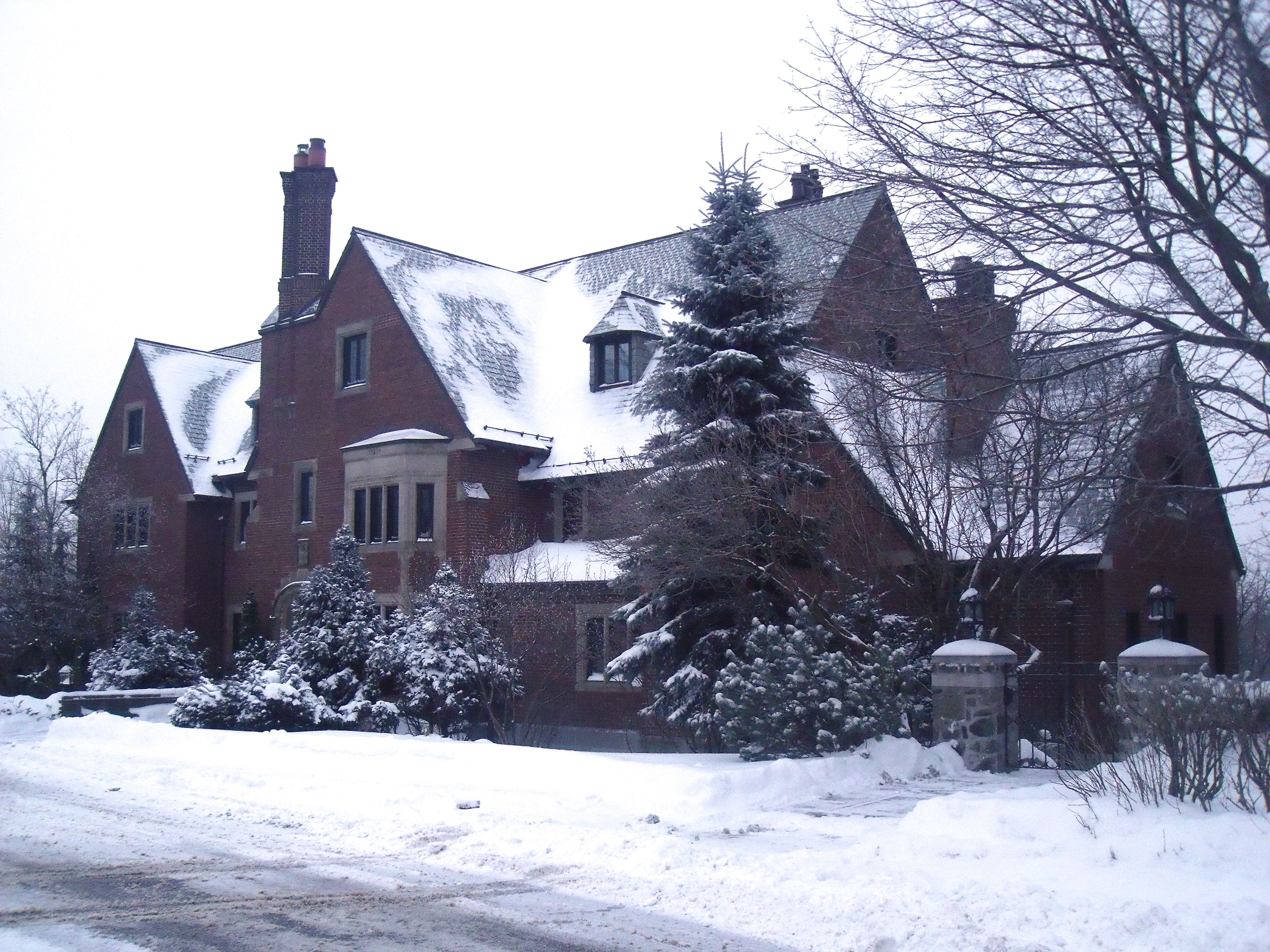
Maison Harrieth Frothingham (1916)
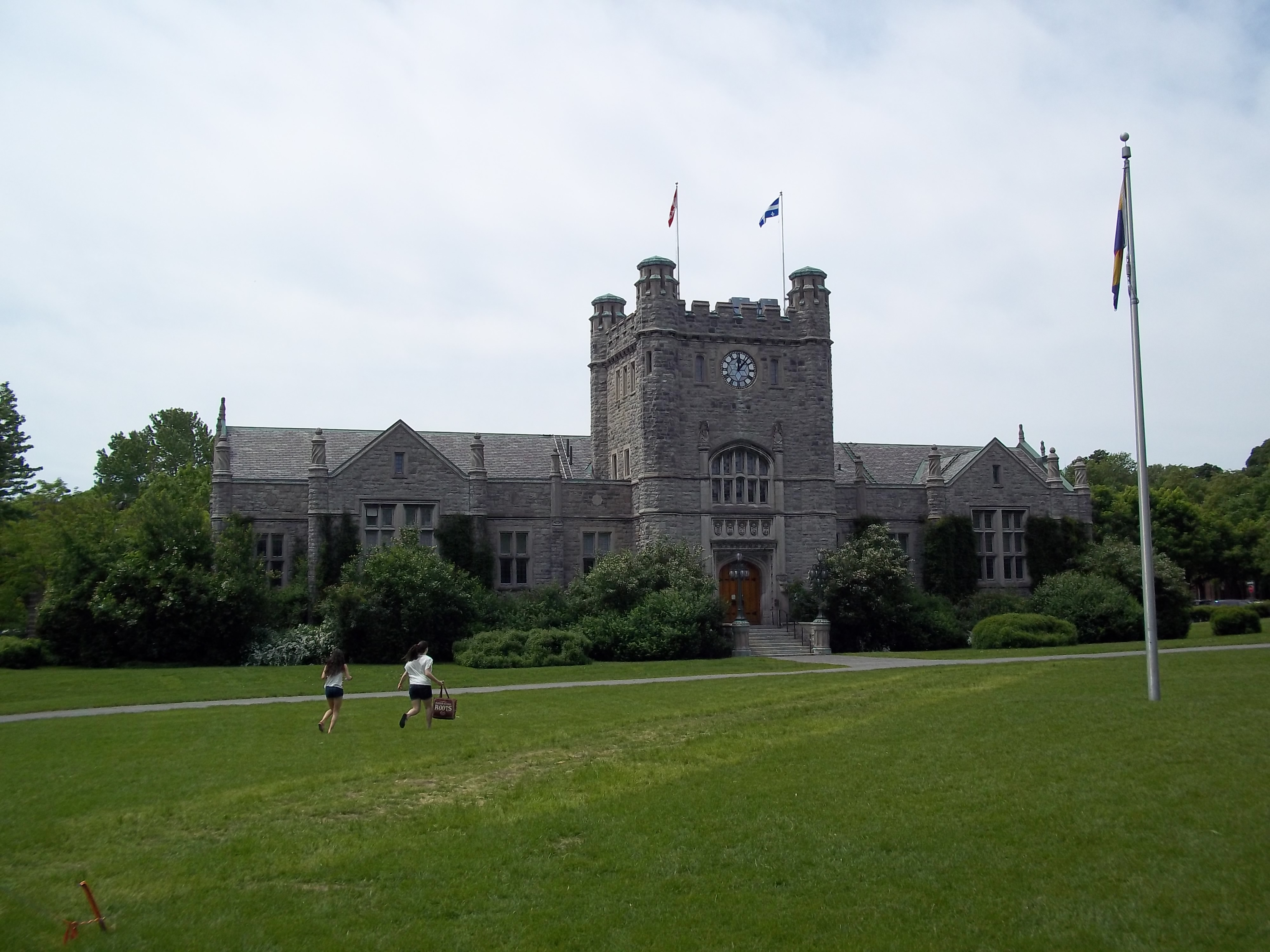
Hôtel de ville de Westmount (1922)
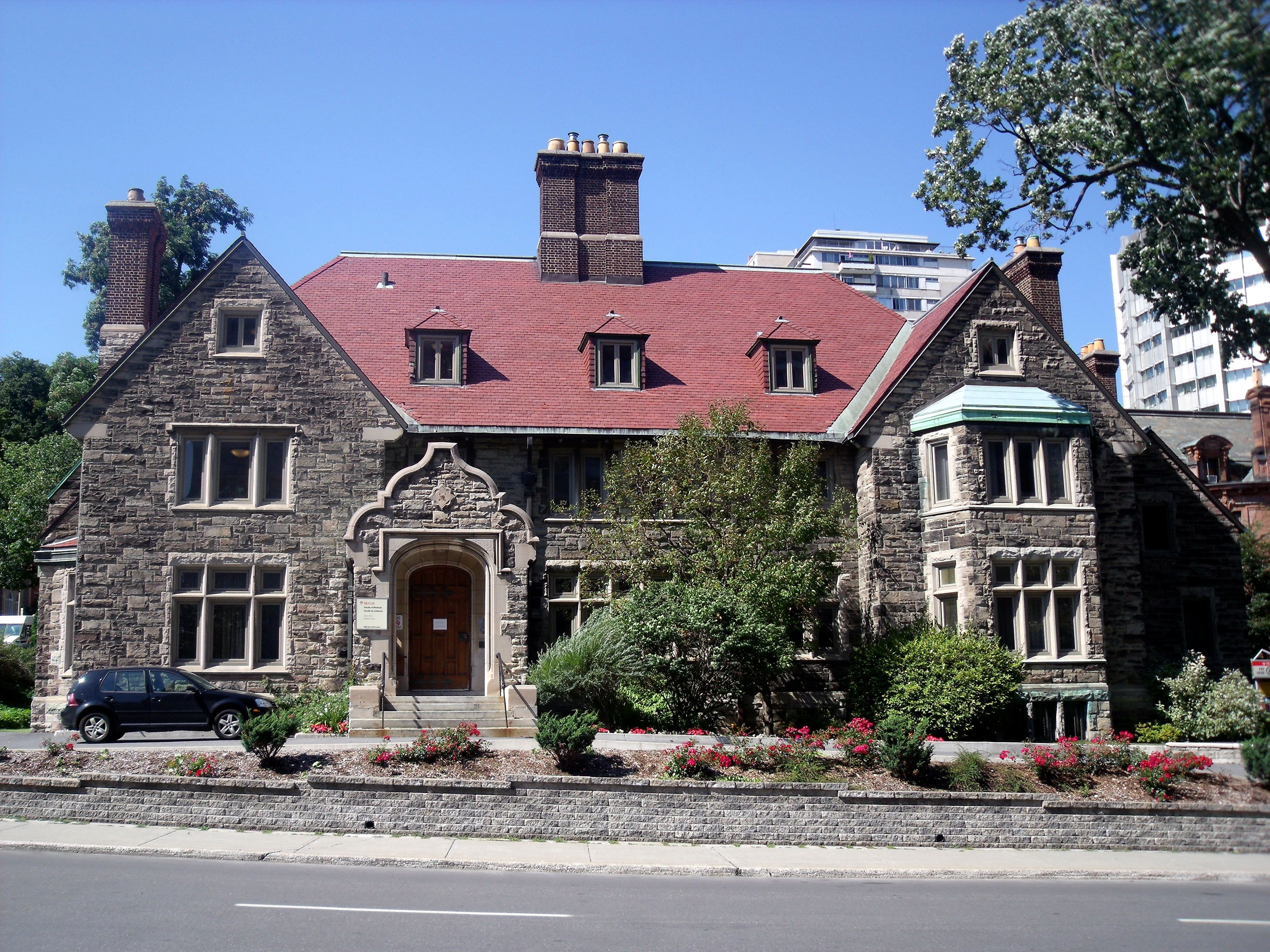
Maison Alice Graham Hallward (1925)
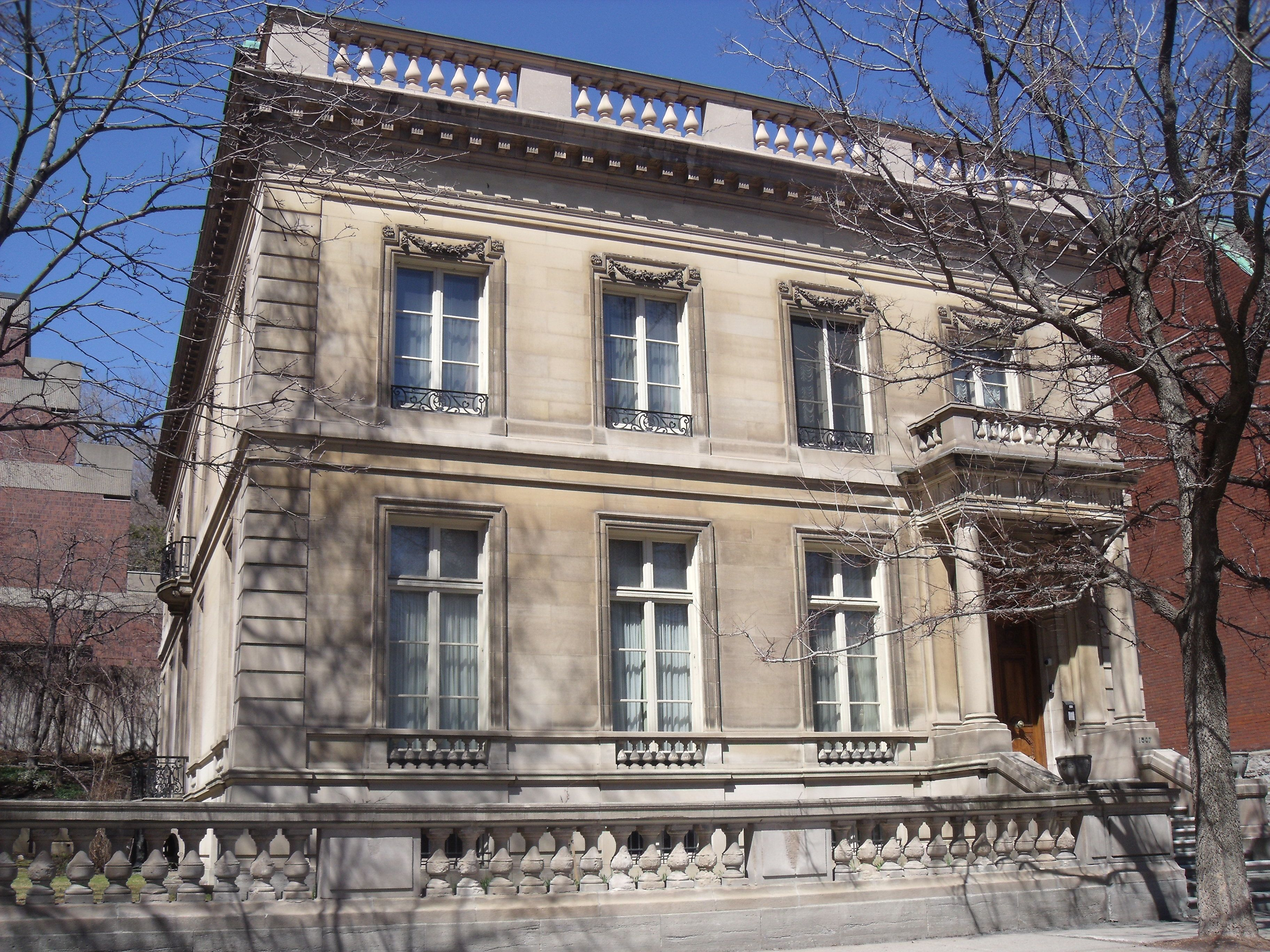
Maison Joseph-Aldéric-Raymond (1929)
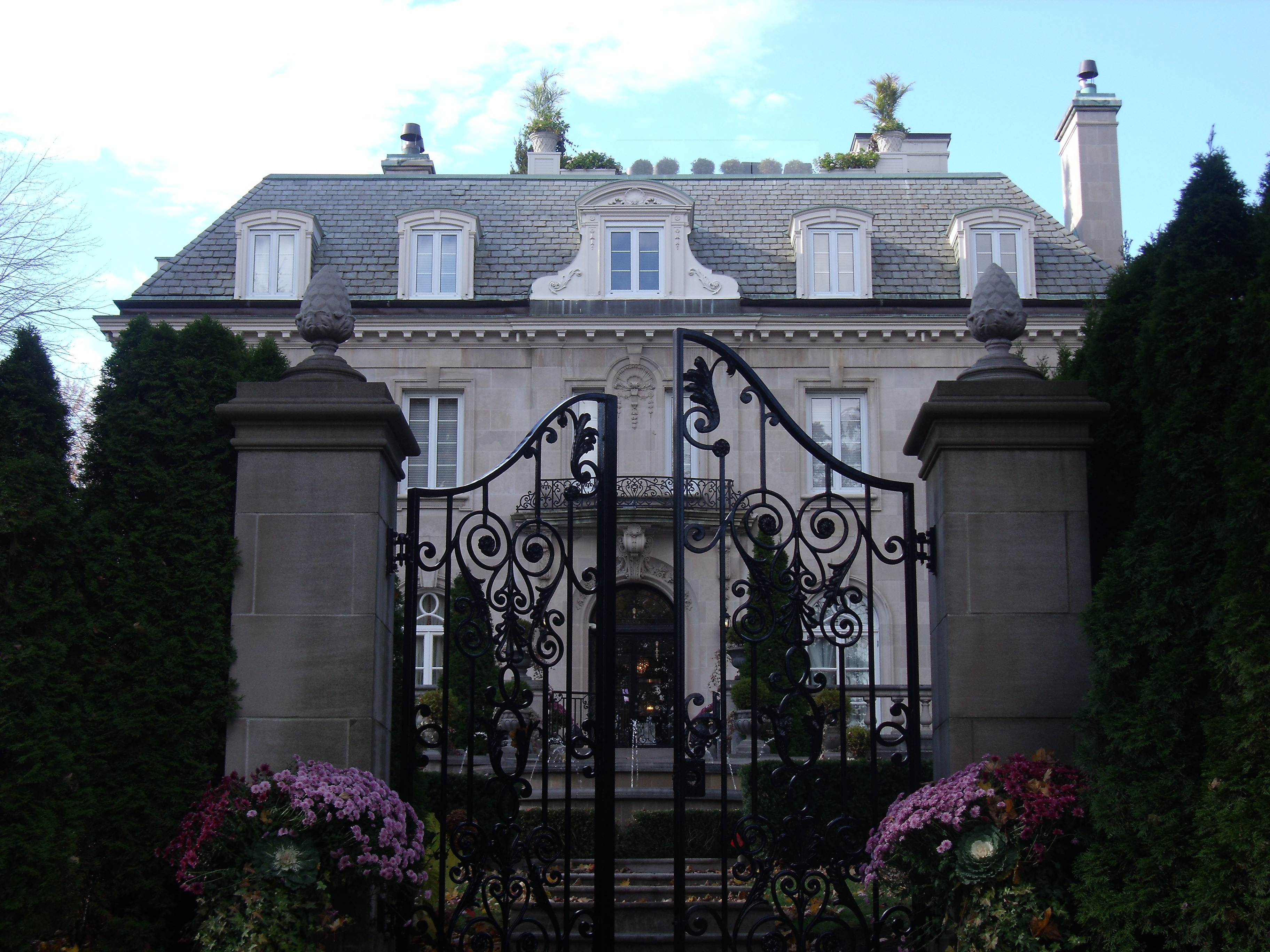
Maison Abe Bronfman (1931)